# Palacio de Navarra (Évreux)
El palacio de Navarra se refiere a un sitio a 2 km de Évreux, en el departamento de Eure donde sucedieron varios palacios. La estructura medieval fue construida para la reina Juana II de Navarra y luego pasó a manos de la Casa de La Tour d'Auvergne. 
En 1750 se construyó un nuevo castillo incorporando posiblemente parte de la estructura medieval y dos torres que datan del siglo XVII. Construido por un pariente del gran mariscal general de Francia Henri de la Tour d'Auvergne, vizconde de Turenne, el nuevo edificio fue creado en forma de cubo coronado por una gran cúpula. Se pretendía colocar una gran estatua del mariscal Turenne en la parte superior de la cúpula, pero esto nunca sucedió. El castillo fue incendiado en 1834 y los restos fueron demolidos dos años después.
El castillo estaba rodeado por el bosque de Évreux, formando parte del principado de Bearne. El castillo se incendió en 1834 y el cascarón quemado fue demolido en 1836. En el terreno se construyó una fábrica y se vendieron los terrenos y los prados. En cuanto al bosque de Évreux, que dependía antiguamente del dominio de Navarra, no formaba parte de la prerrogativa de la emperatriz Josefina. Este bosque fue vendido aproximadamente al mismo tiempo que el castillo, por los príncipes de Rohan, herederos del último duque de Bouillon. No pasó a ser propiedad de la ciudad de Évreux hasta 1981. En la ubicación del castillo hay ahora un hipódromo y la zona se conoció como el "barrio de Navarra".
El edificio tenía forma de cubo. Estaba cercado por cuatro lados por balaustradas y tenía cuatro escaleras de granito que conducían a cuatro entradas. El castillo estaba coronado por una cúpula cubierta de plomo.

## Orígenes

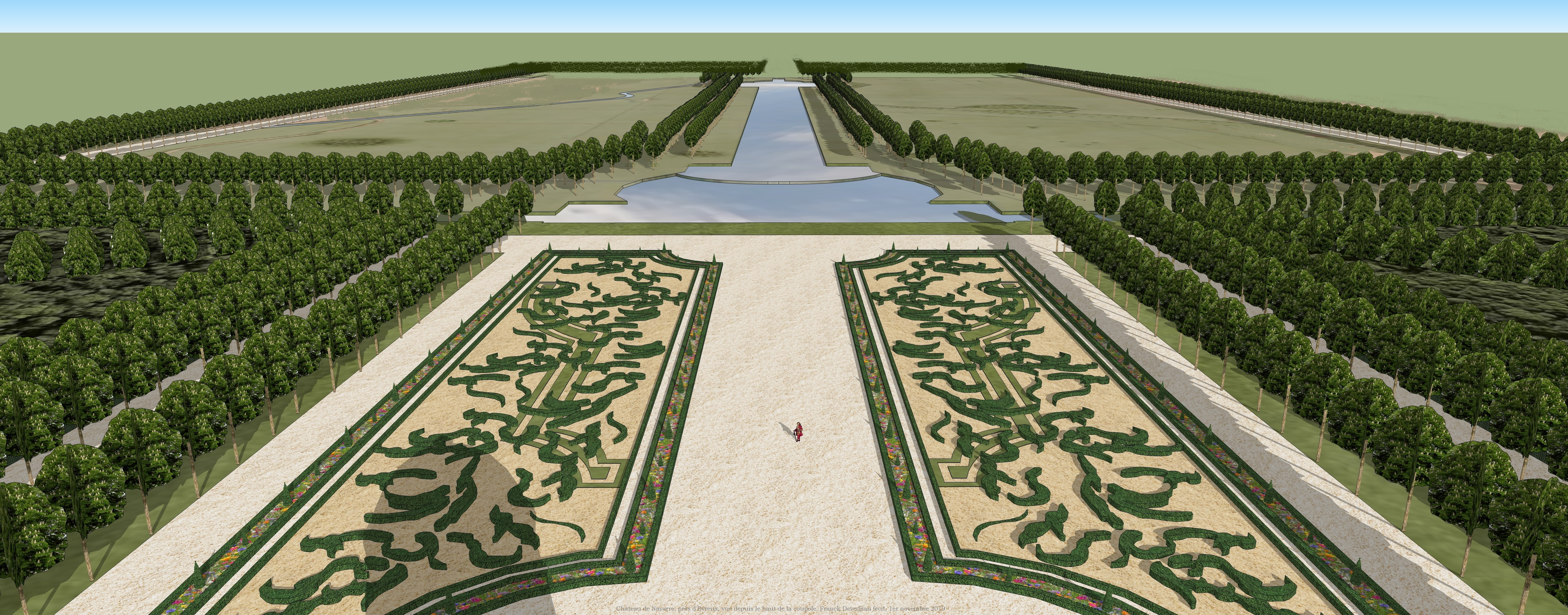
Restitución de la perspectiva del palacio de Navarra, cerca de Évreux.

Un primer palacio fue construido en 1330 por Juana II de Navarra.
Fue reconstruido en 1686 por Jules Hardouin-Mansart para Godefroy-Maurice de La Tour d'Auvergne, duque de Bouillon y conde de Évreux.
Godefroy Charles Henri de La Tour d'Auvergne hizo varios arreglos allí hasta 1786, incluyendo dos fábricas, un templo del Amor y un jardín de Hebe. Los jardines, rediseñados por arquitectos ingleses, cuentan con invernaderos y un invernadero.

## Época napoleónica

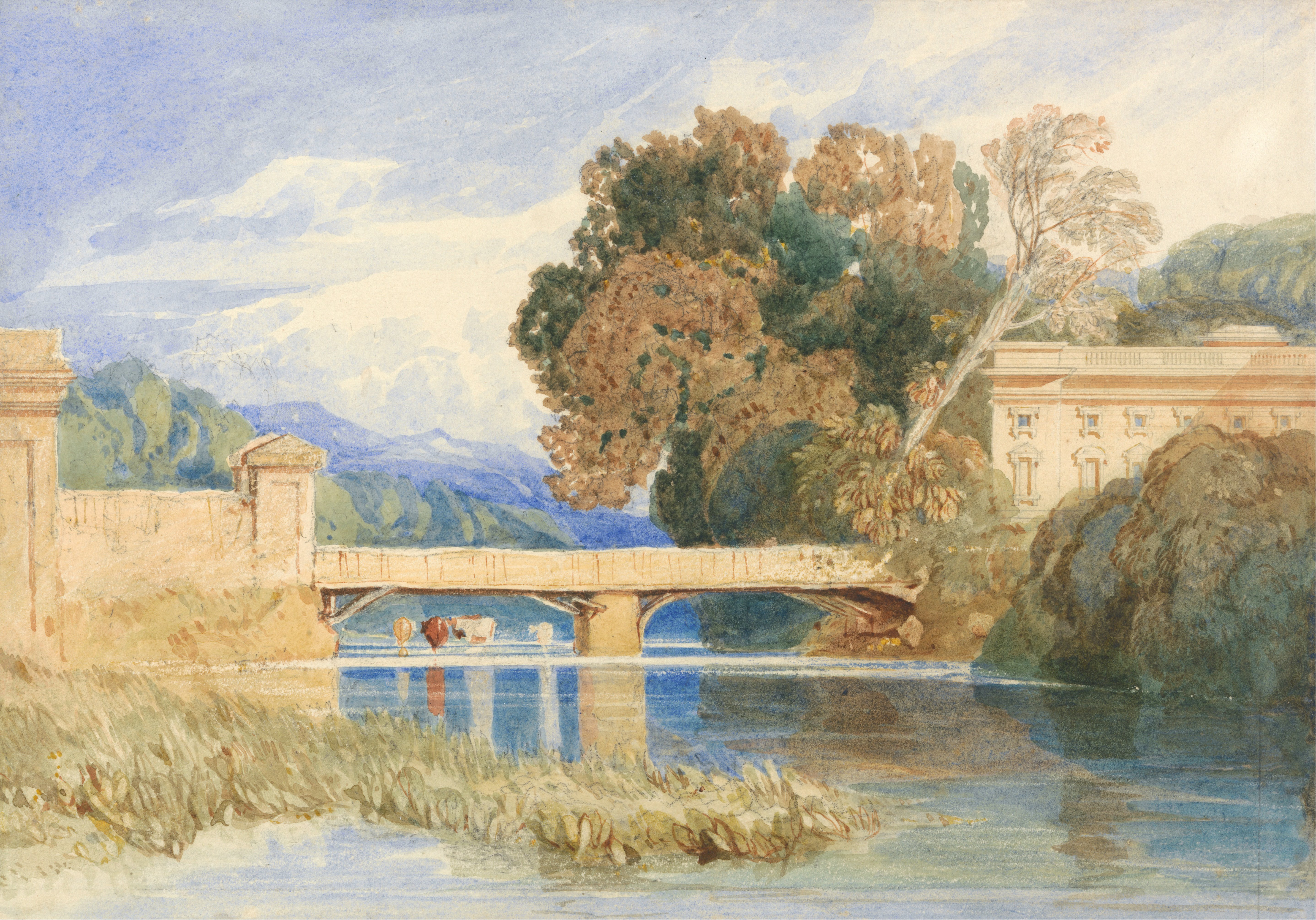
Dessin, obra de John Sell Cotman, ca 1830.

En 1809, la venta se realizó en subasta, Napoleón la hizo exitosa , por la suma de 900.000 francos. En 1810, tras su divorcio, lo entregó como regalo a la emperatriz Josefina, nombrada duquesa de Navarra, que vivió allí durante dos años. Incluso fue a visitarla tres veces en su nuevo dominio.
Josefina había disfrutado embelleciendo estos lugares, abandonados durante muchos años.
Con frecuencia visitaba su castillo. Es en estos lugares donde, a diario ya todas horas, recibe a una multitud de familias que subsisten solo de sus bendiciones. Fue allí donde, ahora viendo a menos personas, había encontrado amigos.
El duque de Leuchtenberg, su nieto, autorizado por ley, vendió esta finca en 1834 a un Dauvet (de la familia del marqués Desmarets, gran cetrero de Francia), por la suma aproximada de 1.200.000 francos.

## Conversión del lugar
M. de Dauvet demolió el castillo en 1836 , construyó una fábrica y vendió terrenos y prados al detalle.
En cuanto al bosque de Évreux, antes dependiente del dominio de Navarra, no formaba parte de la prerrogativa de la emperatriz Joséphine. Este bosque había sido vendido en detalle, casi al mismo tiempo que el castillo, por los príncipes de Rohan, herederos del último duque de Bouillon. Hoy en día hay poca evidencia del pasado de la propiedad; Aparte de la reserva forestal, gran parte del paisaje es ahora irreconocible: los suburbios de Evraux están invadiendo gran parte de las tierras de cultivo circundantes y el sitio del castillo en sí ha sido un hipódromo desde 1905.
En el sitio del castillo se encuentra hoy el hipódromo de Évreux y el distrito tomó el nombre de "barrio de Navarra".